# شاه رالف
شاه رالف (انگلیسی: King Ralph) فیلمی در ژانر کمدی به کارگردانی دیوید اس. وارد است که در سال ۱۹۹۱ منتشر شد.

## بازیگران
- جان گودمن
- پیتر اوتول
- جان هرت
- ریچارد گریفیتس
- لزلی فیلیپس
- جولی ریچاردسون
- جولیان گلاور
- مایکل جانسون
- برایان گرین
- جودی پارفیت
- راجر اشتون-گریفیتس
- ریچارد بب
- دالاس آدامز